# Spießweiher
Das Naturschutzgebiet Spießweiher liegt im Westerwaldkreis in Rheinland-Pfalz. Es liegt auf dem Gebiet der Stadt Montabaur.

## Beschreibung
Das 16,6 ha große Gebiet, das im Jahr 1977 unter Naturschutz gestellt wurde, liegt im südlichen Stadtgebiet von Montabaur. Schutzzweck ist die Erhaltung des Feuchtgebietes mit seinen Wasser- und Sumpfflächen als Standort zahlreicher seltener Pflanzen sowie als Brut- und Rastgebiet zahlreicher seltener Vogelarten aus wissenschaftlichen Gründen.